# Phỏm

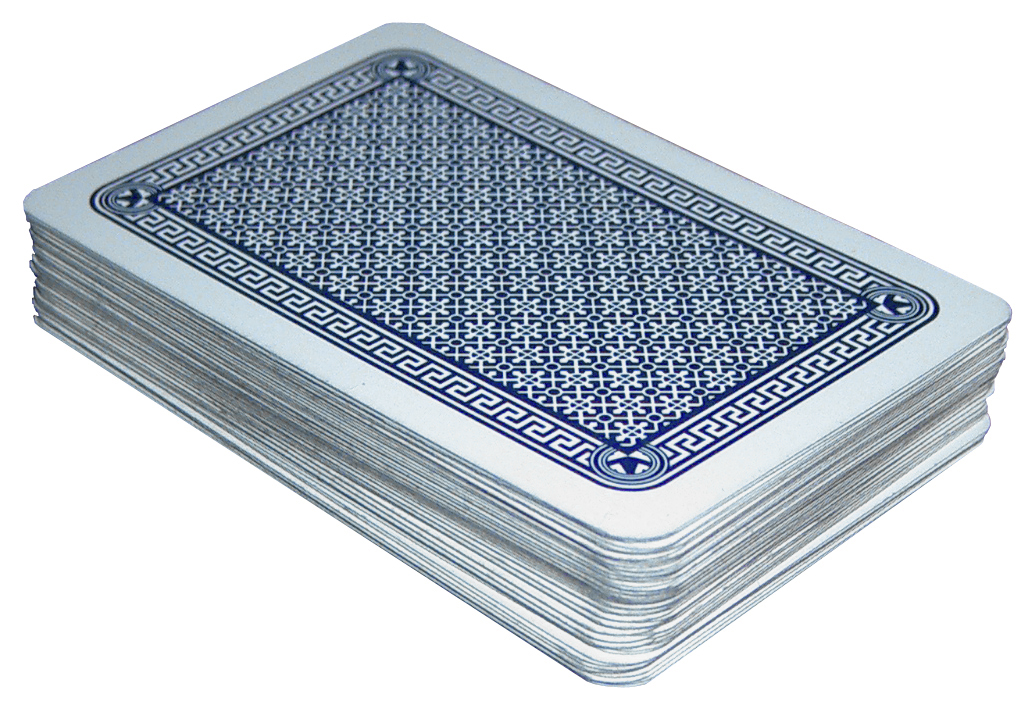
Bộ bài khi xếp gọn

Phỏm (tên khác: ù, tá lả) là cách chơi bài của Việt Nam, dùng bộ bài tú lơ khơ, với số lượng người chơi từ 2-4 người.

## Lịch sử
Phỏm xuất hiện vào cuối thế kỷ XX được cho là bắt nguồn tại vùng đất Lương Tài, Bắc Ninh do các cụ tổ họ Vũ nghiên cứu và phát triển. Tục truyền rằng các cụ ở làng trong lúc chờ đánh tổ tôm đã sáng tạo ra bộ môn phỏm. Trong lúc các cụ bàn về luật chơi thì có người hầu quê Đa Tốn học lỏm được, đem về truyền bá rộng rãi cho xứ Kinh Bắc. Giờ đây truyền nhân chính thống đời thứ 22 đang duy trì và phát triển bộ môn này là ông Vũ Xuân Toàn, tuy nhiên ông không muốn các con của mình nối nghiệp bộ môn này nên cho con theo họ Ngô.

## Tên gọi
Miền Bắc phổ biến tên gọi phỏm. Cách gọi "tá lả" dùng để chỉ 2 trò chơi khác nhau ở miền Bắc Việt Nam và miền Nam Việt Nam.

## Quy định (dành cho kiểu chơi miền Bắc)

### Các lá bài
Sử dụng bộ bài gồm 52 lá. Giá trị từ cao đến thấp như sau: K> Q> J> 10> 9> 8> 7> 6> 5> 4> 3> 2 > A. Lá K là lớn nhất tương đương số điểm cao nhất (13 điểm) và A là bé nhất tương đương với số điểm thấp nhất (1 điểm). Các lá bài có cùng giá trị hoặc có các giá trị đứng liên tiếp nhau tạo thành một nhóm (ít nhất 3 lá) trong trò chơi này, được gọi là phỏm.

### Chia bài
Có một người nhận 10 quân, những người còn lại nhận 9 quân bài. Còn các lá còn lại để thành một chồng gọi là nọc. Bình thường, bài được chia ngược chiều kim đồng hồ. Người chia nhận quân bài cuối (quân bài thứ 10) trong mỗi lượt chia bài.

### Xếp bài

#### Các kết hợp đơn giản
- Rác (hay bài lẻ): bài rác là những lá bài riêng lẻ không thể kết hợp với lá bài khác theo "giá trị" hay "độ ưu tiên". 
  - ví dụ: ♥2 || ♠Q || ♦4

Nếu hai lá bài rác đã có tiêu chuẩn của một phỏm thì được xếp thành "cạ".
- Ba/bốn lá (hay phỏm ngang): là sự kết hợp của ít nhất ba lá bài có cùng giá trị
  - ví dụ: ♠4♦4♥4 || ♠K♦K♣K || ♥2♠2♦2
- Sảnh (hay dây, phỏm dọc): là sự kết hợp của ít nhất ba lá bài có cùng chất và có giá trị liên tiếp nhau.
  - ví dụ: ♣4 ♣5 ♣6 || ♥6 ♥7 ♥8 ♥9 ♥10 || ♠8 ♠9 ♠10 ♠J

Ai không có bộ ba lá hoặc sảnh nào trong trò này khi hạ bài (nếu vẫn có "cạ") thì người đó bị "móm" (hay "cháy bài"). Còn trong trường hợp không có "phỏm" và cũng không có "cạ" thì gọi là "ù khan" và thắng bài ngay lập tức.

### Luật chung
Trước khi chơi phải tráo thật kỹ.
Người tráo có 10 quân và những người còn lại nhận 9 quân bài. Phần còn lại của bộ bài đặt vào giữa bàn (còn gọi là "nọc").
Người đi đầu (người có 10 quân) đánh 1 lá bài rác trên tay của mình. Người kế tiếp có thể ăn lá bài đó nếu nó có thể hợp với bài trên tay thành một phỏm.
Hoặc nếu người kế tiếp không thể ăn hoặc không có nhu cầu ăn lá bài rác người tay trên đánh xuống, người đó phải bốc 1 lá bài từ "nọc".
Sau đó, người đó lại đánh 1 lá bài rác trên tay của mình. Người thứ ba lại có thể ăn hoặc bốc 1 lá bài ở giữa bàn nếu không ăn rồi đánh lá bài rác cho người thứ tư, và cứ như vậy cho đến khi ván bài kết thúc.
Ván bài kết thúc khi có một người ù (Số lá bài trên tay người chơi có thể sắp xếp thành 3 phỏm chỉ dư 1 lá hoặc tương đương với sau khi hạ hết phỏm người đó còn 0 điểm).
Nếu không có ai ù, ván bài sẽ kết thúc sau 4 vòng đánh. Trước khi đánh lá bài rác trong vòng 4, người chơi cần trình tất cả những phỏm mình có cho mọi người biết (còn gọi là "hạ").

### Tính điểm
Sau khi ván bài kết thúc, mỗi người sẽ tính điểm của mình bằng cách cộng điểm của tất cả các quân bài với quân J=11, Q=12, K=13 và A=1. Các quân bài còn lại có số điểm tương ứng với số của quân bài. Đối với ván bài 4 người, người ít điểm nhất sẽ về nhất, tiếp đó là người có điểm thấp nhì, thấp ba và cao nhất. Trường hợp có nhiều người có điểm bằng nhau, người hạ bài trước sẽ được ưu tiên về bài trước người hạ sau. Người bị móm (hay cháy) thì xem như về vị trí cuối (vị trí thứ tư hay "bét"). Nếu trong ván bài có một người ù, thì người đó ngay lập tức về nhất và 3 người còn lại bị thua như nhau (không phân hạng). Đối với ván 3 hoặc 2 người, cách xếp thứ hạng được thực hiện tương tự.

### Một số thuật ngữ
- Có 2 quân liền nhau hoặc cùng hàng để chuẩn bị tạo phỏm (cần 1 quân nữa) gọi là "cạ".
- Ai không có phỏm bị "móm".
- Ai đạt 0 điểm hoặc có 3 phỏm gọi là "ù".
- Ù khan: Thuật ngữ này được quy định tùy người chơi, một trong số các nghĩa của nó là chỉ việc 1 người chơi mà bài trên tay người chơi đó không thể sắp xếp thành cạ.
- Phỏm gồm các quân cùng một hàng là "phỏm ngang": 3 quân J, 4 quân 10, 3 quân K vv...
- Phỏm gồm các quân liền nhau gọi là "phỏm dọc": J♦-Q♦-K♦, A♠-2♠-3♠, 8♥-9♥-10♥-J♥ vv...
- Quân chốt hạ: quân cuối cùng của vòng đánh thứ 3
- Né hạ: người chơi khi đánh hết 4 quân thì phải hạ phỏm. Thông thường ai cũng muốn hạ sau để có cơ hội "gửi quân" vào bài người khác nhằm hạ điểm. Khi có một người trong lượt đánh đó ăn quân khiến quân bài đã đánh ra được di chuyển sang người khác, làm giảm số quân hiện có nên người này chưa phải hạ bài, gọi là được né hạ.
- Vỡ nợ: Một người có "cạ" gồm những quân bài cao điểm như J, Q, K, muốn chờ tới cuối bài hi vọng bốc hoặc ăn được 1 quân phù hợp để có phỏm nhưng cuối cùng không được, phải hạ bài với số điểm cao do những quân bài đọng lại đó tạo ra, gọi là vỡ nợ. Người đọng bài cao nhiều thường điểm cao và rất ít khi về nhất.
- Đền: Bị đối phương bên cạnh ăn 3 quân bài. Trường hợp khác đánh tái gửi ù đền là ăn quân chốt ở vòng cuối (vòng hạ) khi bên bị ăn đã hạ mà kế sau có người ù thì người ăn chốt bị đền.
- Ù tròn: Số quân trong phỏm vừa hạ là 10.

### Luật bên lề
- Ai mà đã nói ra tên quân bài nào thì phải đánh ra, không được phép thay đổi.
- Ai điểm thấp nhất sẽ thắng, nên đánh ra con càng cao càng tốt
- Gửi quân: Người hạ bài sau có quyền gửi quân vào phỏm của người hạ trước để nối dài "phỏm" đó nhằm mục đích tiêu bài, giảm điểm cho bài mình. Ví dụ người hạ trước hạ 3 quân J, người hạ sau có 1 quân J còn lại có thể gửi vào đó trước khi hạ phỏm của mình. Nếu là phỏm dọc Không hạn chế số quân gửi, có thể gửi càng nhiều càng tốt để giảm điểm
- Có thể đạt 0 điểm bằng nhiều cách: có 3 phỏm thường, có 1-2 phỏm dài, chỉ có 1-2 phỏm và "gửi quân" kế tiếp vào phỏm của người hạ trước để đánh ra hết bài...)
- Thêm vòng: thông thường cả bốn người đã đánh hết 4 lượt quân thì hết bài. Nhưng nếu ở lượt cuối, người hạ bài trước lại ăn được quân bài cuối cùng của người hạ cuối đánh ra (và có thêm phỏm) thì bài úp vẫn còn, và do đó tới lượt của người tiếp theo bốc bài - đó là quân bài thứ 5 mà người đó bốc trong ván. Hoặc trong ván ít người chơi, sau 4 vòng đánh vẫn thừa bài úp. Như vậy gọi là thêm vòng (hay "tời vòng"). Những trường hợp thêm vòng có thể xảy ra cùng với ù khan.
- Ù tròn: thông thường khi hạ phỏm là kèm theo việc đánh ra 1 quân bài. Nhưng nếu ở vòng cuối xảy ra "thêm vòng", người đã hạ bài và gửi một số quân, còn lại 2 quân bài; sau đó người này lại bốc hoặc ăn được 1 quân bài phù hợp để có thêm phỏm. Nhưng với lượt hạ phỏm thêm này, người đó chỉ có đúng 3 quân tạo phỏm mà không có quân đánh ra, bài vừa hết để đạt 0 điểm, như vậy gọi là "ù tròn" (chỉ ra nguyên phỏm mà ù, không đánh bài ra). Một số trường hợp người chơi quy định cho phép ù khan, một số khác không cho ù tròn, tùy theo thỏa thuận giữa những người chơi.
- Đền: Nếu một người chơi (A) cho người kế tiếp (B) ăn 3 lá bài, (B) sẽ ù, và (A) phải đền thay cho tất cả những người thua.

## Một vài cách tính bài
Dưới đây là một vài cách tính nước bài từ đơn giản nhất:
- Vòng đầu ít khi xé cạ. Ví dụ nhà dưới đánh 9 cơ thì trong bài sẽ khó có 9 bích, 9 tép hay 9 rô nên đánh 8 bích, 8 tép, 8 rô khó ăn được dọc trên 8-9-10, hay 7-8-9.
- Nếu nhà trên đánh quân 8 bích và chéo cánh đánh quân 8 rô, thì họ sẽ không có quân 8 còn lại, xác xuất ăn dọc có dọc 8 cơ và 8 tép sẽ cao, Nghĩa là tỉ lệ đánh 6-7-9-10 cơ hay 6-7-9-10 tép bị ăn cao hơn do 8 tép hoặc 8 cơ chỉ có nhà dưới cầm.
- Nếu bài nào đánh quân nhỏ từ 3-4 trở xuống thì bài họ nhiều cạ.
- Bài nào kín cạ (dòm) là những bài khi đánh một quân nào đó nhưng vẫn ăn được một quân là hàng ngang hay độc theo cạ của nó. Ví dụ đánh 7 rô vẫn ăn được phỏm mới có liên quan đến 7 bích, 7 tép, 7 cơ hay là 5-6-8-9 rô.
- Khi chốt nếu bài không hết nước dựa vào 2 ý đầu để tính nhưng vẫn còn xác xuất ăn thêm. Ví dụ nếu họ có phỏm 7,8,9 rô rồi thì thừa 9 tép đánh đi nên 10 rô đánh xuống vẫn bị ăn thêm.
- Tính quân trơ ở nọc. Ví dụ 3 nhà đều đánh 8. Một nhà đánh 8 bích, nhà đánh 8 tép, nhà đánh 8 rô thì 8 cơ xác xuất ở nọc là cao (trừ khi họ đã có phỏm dọc).
- Khi chốt không dựa vào ý đầu tiên nếu như là bài đó đánh vòng 3 vì vòng này một số bài thường xé cạ đôi để vòng sau chốt rắn. Ví dụ vòng 3 họ đánh 7 bích thì có thể họ vẫn có 7 tép, 7 rô hay 7 cơ, nên khi đánh hàng sát sườn như 5-6-8-9 tép, rô hay cơ vẫn có thể bị ăn.
- Nên để cạ (dòm) nhà trên có. Ví dụ bài có đôi 9 đỏ trong khi nhà dưới hay nhà chéo cánh đều đánh 10 đen hoặc 8 đen chứng tỏ là họ không có 9 đen, chỉ có nhà trên hoặc nọc có nên cạ kiểu này nên giữ.
- Khi tính gửi cũng dựa vào các ý phía trên để tính bài họ ăn phỏm ngang hay dọc, để không đánh đi quân gửi được. Đa phần sẽ tính nếu bài nào đó đánh 9 rô mà ăn 8 tép thì chỉ có ba quân 8 lẻ cơ hoặc dây dọc dưới 6-7-8 tép (vì bài đó khó có 9 tép có chăng nếu có thì là ăn thêm) nên khả năng cầm 5 tép có thể dễ gửi hơn 10 hay J tép.
- Trong trường hợp bài nhiều cạ dòm thì nên giữ dòm sáng ví dụ cầm cạ đôi 9 đen trong khi bài nhà dưới đánh 10 rô nhà chéo đánh 10 cơ hoặc đánh thêm cả J, 7, 8 hàng rô cơ (cạ này phải giữ vì dễ có ở nọc hoặc nhà trên cầm).
- Cần nhớ các nhà còn lại đánh những quân gì sau đó đến vòng 3 hay vòng chốt phần nào tính được những quân hộ cầm và ở nọc, kiểm tra lại các hàng ngang dọc xem có khuyết phần nào để tính phỏm của các bài còn lại.

Đây chỉ là những cách chơi tính bài phổ biến và đơn giản nhất. Các cách tính trừu tượng hơn cũng đều theo một logic.